# Railhome BCN

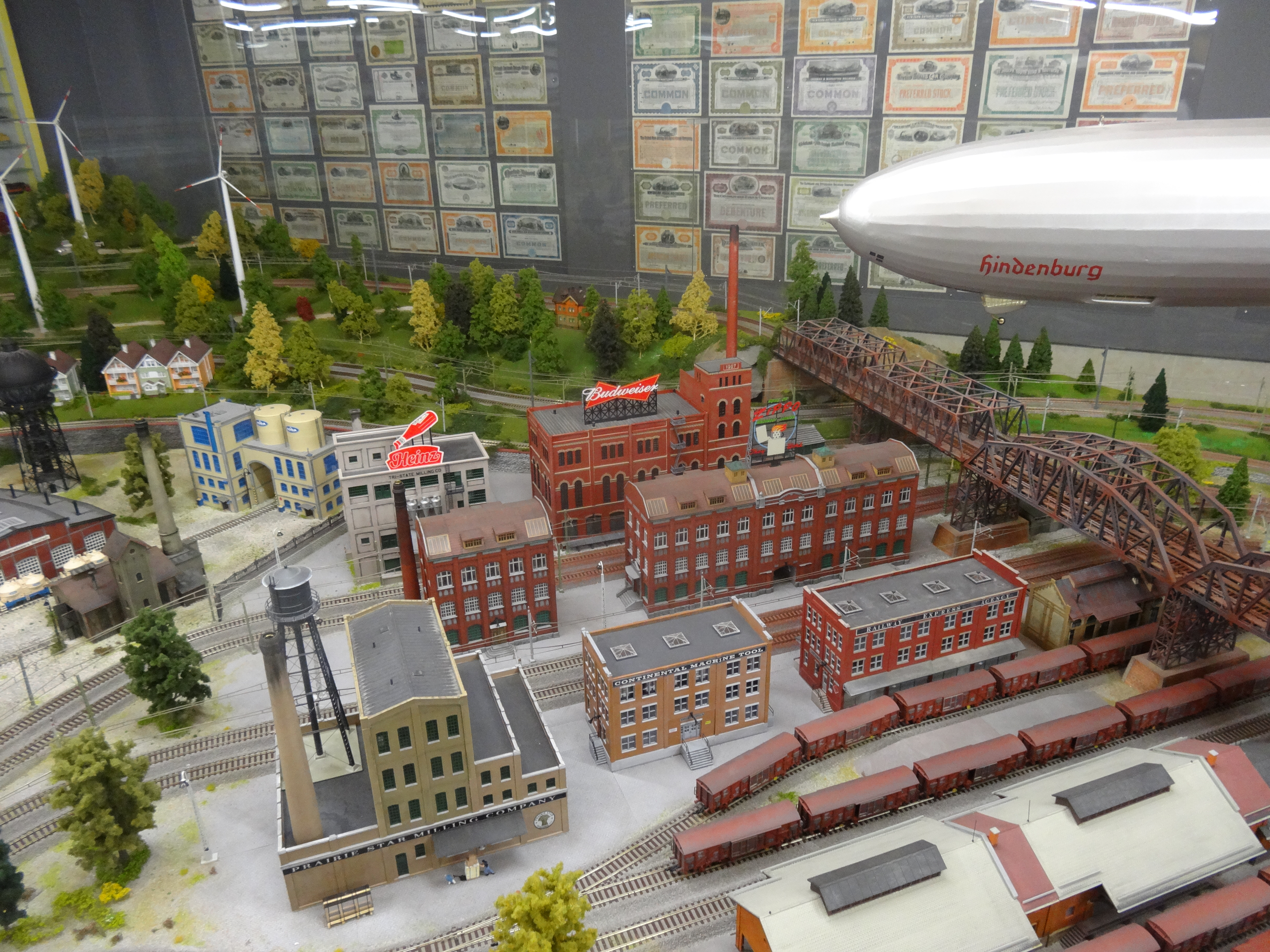
Railhome BCN

Railhome BCN es un museo de trenes en miniatura y de objetos relacionados con el mundo ferroviario, situado en Igualada, comarca de l'Anoia. Es uno de los museos destinados al modelismo más grandes del país y abrió las puertas el mes de julio de 2014. En un espacio de más de 500 m² se  expone una maqueta ferroviaria de 200 m² a escala H0 que recrea perfiles de una ciudad centroeuropea, 3000 piezas de trenes en miniatura, entre máquinas y vagones, y objetos de uso real como gorras de jefes de estación, placas de fabricante, farolas, acciones de compañías ferroviarias y fotografías históricas. La maqueta tiene forma de C, cosa que permite verla por los cuatro lados, incluyendo montañas, cerros, ríos, lagos, huertos, pequeños pueblecitos y puertos industriales, un incendio y un teleférico.